# Wohn- und Wirtschaftsgebäude Süderbusch 1
Das Wohn- und Wirtschaftsgebäude Süderbusch 1 in der niedersächsischen Samtgemeinde Land Hadeln, Gemeinde Wingst-Süderbusch, südlich vom Kernort, im Landkreis Cuxhaven, stammt vom 19. Jahrhundert. Aktuell (2024) wird es als Wohnhaus und wohl gewerblich genutzt.
Das Gebäude steht unter Denkmalschutz (siehe auch Liste der Baudenkmale in Wingst).

## Geschichte und Beschreibung
Wingst wurde 1301 als Wingsthöhe erstmals erwähnt und als organisatorische Einheit Wingster District erst um 1770.
Das eingeschossige traufständige Gebäude als Zweiständer-Hallenhaus in Fachwerk mit Steinausfachungen und Satteldach wurde um 1860 in Bülkau gebaut. Es wurde 1922 an seinen heutigen Standort am östlichen Ortseingang von Süderbusch versetzt. Der Wirtschaftsgiebel mit der gleichmäßigen Rasterstruktur hat eine korbbogige Groote Door und eine regionaltypische senkrechte Verbretterung im oberen Giebeldreieck und das traditionelle Uhlenloch. Seitlich wurde später ein kleiner unpassender Anbau als Eingang zum Wohnteil angefügt.
Das Landesdenkmalamt befand u. a.: „… regionstypisches Hallenhaus in Zweiständerkonstruktion …“